# Blanca Betanzos
Blanca Betanzos Orihuela (Lucena del Puerto, 1995) es una atleta española con síndrome de Down pentacampeona del mundo de atletismo para personas con discapacidad intelectual.

## Trayectoria
Blanca Betanzos nació en la localidad de Lucena del Puerto, en la provincia de Huelva, en 1995. Es miembro del Club Onubense de Deporte Adaptado (CODA).
En 2019 formó parte de la delegación nacional de la Federación Española de Deportes para Personas con Discapacidad Intelectual (FEDDI) que compitió en el Campeonato del Mundo de Atletismo para personas con discapacidad intelectual (INAS) en Brisbane (Australia).

### Palmarés
En julio de 2018 se convirtió en subcampeona de Europa en las categorías de 100 y 400 metros lisos de los Campeonatos de Europa para personas con Discapacidad Intelectual (FEDDI) celebrados en París.
En marzo de 2019 logró dos medallas de oro y una de plata en el Campeonato de Europa de Estambul (Turquía), proclamándose campeona europea en las categorías de 60 y 200 metros lisos y subcampeona en salto de longitud. Dos meses después, Betanzos se convirtió en la campeona de España en las categorías de 100, 200 y 400 metros lisos.
En 2019 obtuvo cinco medallas de Oro en los Campeonatos del Mundo para personas con discapacidad intelectual en las pruebas de 100, 200 y 400 metros lisos, salto de longitud y combinada de triatlón.

### Récords
En mayo de 2019 batió el récord de España en la categoría de 200 metros lisos. En junio de ese mismo año, Betanzos batió el récord europeo en la categoría de 400 metros lisos con un tiempo de 1:34.13, arrebatándole la marca a la italiana Sara Spano. En 2019 también obtuvo la tercera mejor marca de la historia en la categoría de 100 metros lisos femeninos Down durante el Campeonato del Mundo de Brisbane.

## Reconocimientos
En 2019 fue reconocida con la medalla de oro de la provincia de Huelva en reconocimiento a su trayectoria deportiva. En diciembre de ese mismo año, la Asociación Onubense de la Prensa Deportiva le concedió el galardón a la “Deportista de Oro” en la XXXII Gala del Deporte.
En 2020, Blanca Betanzos recibió un premio honorífico Colón Digital 2019 por ser un ejemplo de superación, constancia y disciplina atlética. Además, ha sido nominada en los premios de la Federación de Periodistas Deportivos de Andalucía (FPDA) al Esfuerzo Deportivo por papel en el Campeonato del Mundo de Atletismo para Personas con Discapacidad Intelectual de Brisbane donde consiguió cinco medallas de oro. En junio de 2020, Betanzos fue galardonada con el Premio Andalucía de los Deportes ‘A la Mejor Deportista con Discapacidad’.
Blanca Betanzos obtuvo la medalla de su ciudad natal, Lucena del Puerto, además de ser nombrada hija predilecta. Asimismo, una de las plazas de la localidad llevará su nombre.